# 浮世又平
浮世 又平（うきよ またべい、生没年不詳）とは江戸時代の浮世絵師。

## 来歴
吃の又平（どものまたべい）、浮世又平、又平久吉と号しており、大津追分に住んでいたといわれる。大津絵の絵師で元禄から享保期に作画したとされる。『浮世絵類考』追考によると、「八十八歳又平久吉」と落款した「槍持奴図」があるといわれる。近松門左衛門作の浄瑠璃本『傾城反魂香』に「吃の又平」という絵師が登場しており、岩佐又兵衛と結びついて、以後の混同が生じている。現時点では確証がないが、岩佐又兵衛が風俗画を描いたということによって又兵衛が浮世絵の祖であるという俗説が成立された。